# Stazione di Rocca Imperiale
Stazione di Rocca Imperiale vasútállomás Olaszországban, Calabria régióban, Rocca Imperiale településen. Az állomás 1869-ben nyílt meg.

## Vasútvonalak
Az állomást az alábbi vasútvonalak érintik:
- Jonica-vasútvonal

## Kapcsolódó állomások
A vasútállomáshoz az alábbi állomások vannak a legközelebb:
- Stazione di Nova Siri-Rotondella
- Stazione di Monte Giordano